# Emanuele Lolli
Emanuele Lolli (Avezzano, 20 dicembre 1819 – Avezzano, 27 marzo 1905) è stato un politico italiano.

## Biografia
Nato il 20 dicembre 1819 ad Avezzano (AQ), in Abruzzo, venne eletto per tre mandati sindaco di Avezzano, ruolo che ricoprì dal 7 agosto 1860 all'11 gennaio 1861, dal 20 giugno 1878 al 2 maggio 1885 e dal 13 settembre 1893 al 2 agosto 1895.
Venne altresì eletto deputato del Regno d'Italia per tre legislature del Regno d'Italia, la XII, la XIII e la XIV legislatura. Iniziò il mandato parlamentare con la Sinistra storica il 23 novembre 1874 e lo terminò il 25 settembre 1882. Intorno al 1880 incaricò per la trascrizione degli statuti antichi di Avezzano il filologo classico Girolamo Amati.
Morì ad Avezzano il 27 marzo 1905 all'età di 85 anni.